# Eyal Ofer

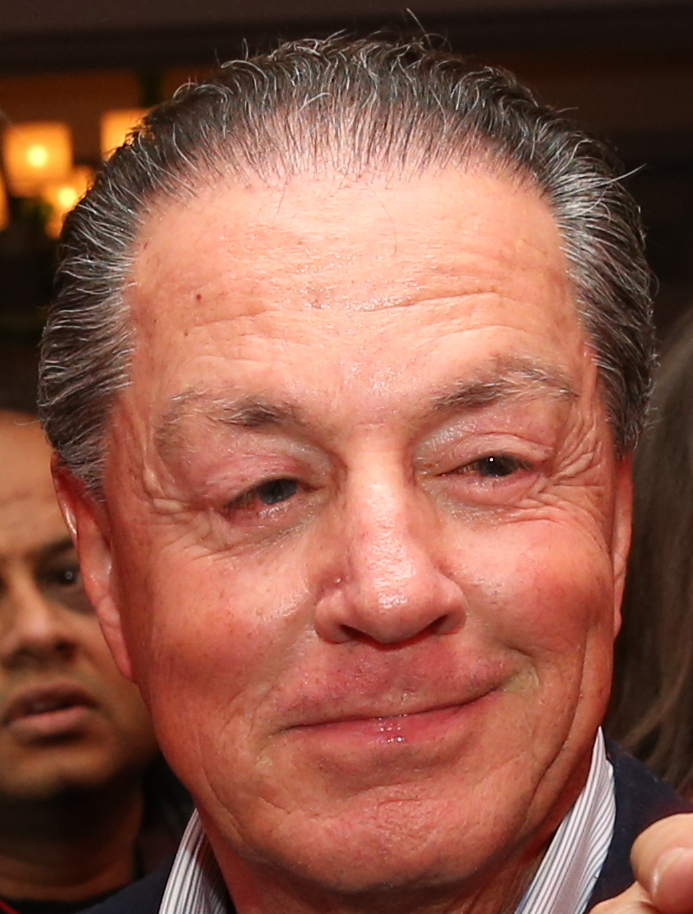
Eyal Ofer

Eyal Ofer (* 1950 in Haifa) ist ein israelischer Unternehmer. Nach der Forbes-Magazine-Liste von 2023 ist er mit einem Gesamtvermögen von geschätzten 18,9 Milliarden US-Dollar der reichste Mensch Israels.

## Leben
Sein Vater war der Unternehmer Sammy Ofer und sein Onkel war der Unternehmer Yuli Ofer. Sein Bruder ist der Unternehmer Idan Ofer.
Eyal Ofer ist Chairman der Immobilieninvestmentfirma Ofer Global Holdings. Er graduierte am britischen Atlantic College in Architektur und Ingenieurwesen. Ab Mai 1991 war er Chairman und CEO der Immobilienmanagementfirma Deerbrook. Seit 1995 ist er einer der Direktoren des weltweit zweitgrößten Kreuzfahrtunternehmens Royal Caribbean Cruises, an dem die Ofer Gruppe über die Cruise Associates, ein Gemeinschaftsunternehmen mit der Familie Pritzker (Hyatt Hotels), finanziell beteiligt ist. Er ist zudem Chairman und CEO der Immobilienfirma Carlyle M.G., seit 1996 auch Co-Chairman des Immobilieninvestmentfonds Miller Global. Außerdem ist er Mitglied im Internationalen Beirat der deutschen Immobilien- und Staatsfinanzierungsbank Eurohypo (Commerzbank-Gruppe).
Im August 2021 wurde ein von Ofers Firma Zodiac Maritime verwalteter japanischer Tanker vor der Küste des Oman Opfer eines Drohnenangriffs, bei dem zwei Menschen getötet wurden. Das US-Militär erklärte, die Drohne sei im Iran hergestellt worden. Im April 2024 wurde das Schiff MSC Aries, das mit Ofar verbunden war, von Islamischen Revolutionsgarden geentert und beschlagnahmt. Es wurde in den Iran gebracht.
Ofer ist verheiratet und hat vier Kinder.

## Vermögen
Nach Angaben des US-amerikanischen Forbes Magazine gehört Eyal Ofer zu den reichsten Israelis und ist in The World’s Billionaires gelistet. Im Jahr April 2022 wurde sein Vermögen auf 15,4 Milliarden US-Dollar geschätzt.